# Francesco La Macchia
Francesco La Macchia (n. 9 octombrie 1938, Tonnarella⁠(d), Furnari, Sicilia, Regatul Italiei – d. 31 iulie 2017, Sabaudia, Lazio, Italia) a fost un canoist ce a reprezentat Italia, medaliat olimpic. A participat la o ediție a Jocurilor Olimpice (1960) în care a câștigat o medalie de argint.

## Participări
Lista de mai jos prezintă principalele competiții la care a participat Francesco La Macchia de-a lungul carierei.
- canoeing at the 1960 Summer Olympics – men's C-2 1000 metres[*]